# (39437) 2203 T-3
2203 T-3 (asteroide 39437) é um asteroide da cintura principal. Possui uma excentricidade de 0.09465870 e uma inclinação de 11.91017º.
Este asteroide foi descoberto no dia 16 de outubro de 1977 por Cornelis Johannes van Houten e Ingrid van Houten-Groeneveld e Tom Gehrels em Palomar.